# Assolo (programma televisivo)
Assolo è stato un programma televisivo comico italiano andato in onda su LA7 nel 2003.

## La trasmissione
Il programma era condotto da Riccardo Rossi e Maurizio Battista realizzato dal Teatro Quirino in Roma.
Consisteva in una carrellata di comici alle prese con un monologo, un assolo.
Il programma fu trasmesso, a partire dal 30 settembre 2003, ogni martedì in prima serata per un totale di cinque puntate.
Ad alternarsi sul palco sono stati circa 60 comici con un tempo massimo di dieci minuti per ognuno.